# Joe Wilkinson
Joseph Wilkinson (Bromley, 2 de maio de 1975) é um comediante, ator e escritor inglês, conhecido por interpretar Jeffrey na série Sex Education.